# Chứng nhận doanh số đĩa thu âm

Một chứng nhận đĩa Bạch kim cho Thriller của Michael Jackson

Chứng nhận doanh số đĩa thu âm là một hệ thống chứng nhận một đĩa thu âm (âm nhạc) được chuyển giao hoặc bán với một số lượng bản sao nhất định.
Hầu hết tất cả các nước đều dựa theo sự thay đổi các hạng mục của RIAA (Hiệp hội Công nghiệp Thu âm Mỹ), được đặt tên theo các vật liệu quý như vàng, bạch kim và kim cương. Bạc thường sử dụng tại Vương quốc Liên hiệp Anh và Bắc Ireland. Số lượng hàng hoặc các lô hàng được chứng nhận cho các giải thưởng này khác nhau phụ thuộc vào quy mô lãnh thổ mà album được phát hành. Thông thường người ta chỉ trao cho album nào phát hành ít nhất toàn quốc và được chứng nhận riêng lẻ theo từng nước nơi mà album đó bán ra. Ngoài ra, cấp độ doanh số bán hàng khác nhau cũng dựa trên loại hình phát hành âm nhạc khác nhau, như album, đĩa đơn hoặc video âm nhạc.
Ban đầu chứng nhận này chỉ được áp dụng cho các đĩa ghi LP, ngày nay chứng nhận doanh số còn được trao cho các loại đĩa CD. Chứng nhận thường được trao theo lũy tích, và có thể một album riêng lẻ được chứng nhận cả bốn hạng mục gồm bạc, vàng, bạch kim và cứ tiếp tục. Một album được chứng nhận là đĩa bạch kim, khi tiếp tục ít nhất 2 lần chứng nhận nữa, được gọi là "đĩa bội bạch kim" hay "đĩa đa bạch kim". Các nghệ sĩ có thể được chứng nhận đĩa bội bạch kim nếu họ có ít nhất 2 album trong cùng một lãnh thổ đều được chứng nhận đĩa bạch kim. Những đĩa bán ra quá ít người mua được gọi đùa là "Sold Lead", trái ngược với số lượng cao ngất nghểu của các đĩa vàng hay đĩa bạch kim.

## Chứng nhận

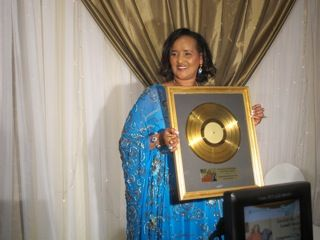
Ca sĩ người Somali Saado Ali Warsame đang nhận đĩa Chứng nhận Cống hiến trọn đời

Số lượng hàng hoặc các lô hàng cần bán để được chứng nhận cho các giải thưởng này khác nhau phụ thuộc vào quy mô từng lãnh thổ quốc gia mà album được phát hành.
Một vài thí dụ:
| Quốc gia   | Bạc              | Vàng              | Bạch kim              | Kim cương             |
| ---------- | ---------------- | ----------------- | --------------------- | --------------------- |
| Hoa Kỳ     |                  | 500.000 (500.000) | 1.000.000 (1.000.000) | 10.000.000            |
| Pháp       |                  | 50.000 (150.000)  | 100.000 (250.000)     | 500.000 (400.000)     |
| Đức        |                  | 100.000 (150.000) | 200.000 (300.000)     |                       |
| Anh        | 60.000 (200.000) | 100.000 (400.000) | 300.000 (600.000)     |                       |
| Nhật       |                  | 100.000 (100.000) | 250.000 (250.000)     | 1.000.000 (1.000.000) |
| Hàn Quốc   |                  | 5.000 (-)         | 10.000 (-)            |                       |
| Đài Loan   |                  | 15.000 (5.000)    | 30.000 (10.000)       |                       |
| Trung Quốc |                  | 20.000 (-)        | 40.000 (-)            |                       |

Số ở trên là số bán cho LP và album, số ở dưới (trong ngoặc) là số bán cần thiết cho đĩa đơn (single).

## Liên kết mở rộng
- Danh sách các Hiệp hội Công nghiệp Ghi âm của một số quốc gia Lưu trữ ngày 29 tháng 6 năm 2009 tại Wayback Machine
- The Best Selling Albums Ever... Worldwide
- U.S./Canada Diamond Award Albums
- Certification of Awards Lưu trữ ngày 4 tháng 3 năm 2016 tại Wayback Machine
- RIAA certification – official website